# Великая метель 1888 года

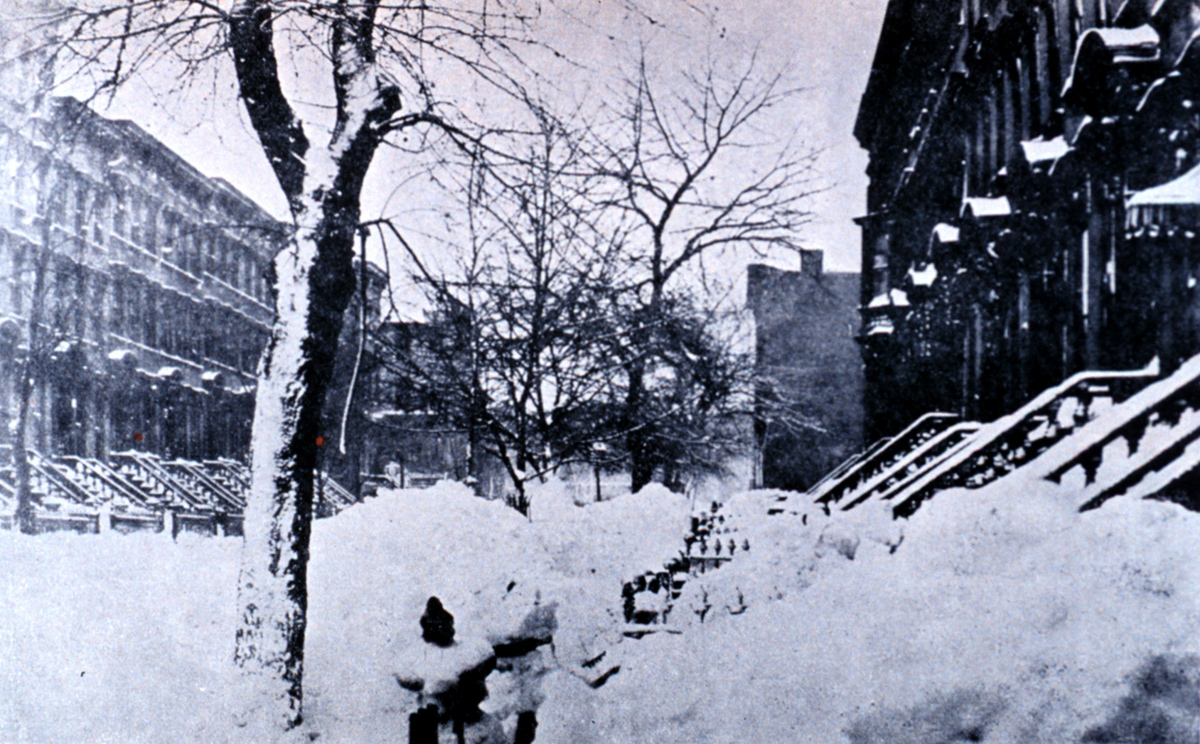
Бруклин в марте 1888 года.

Великая метель 1888 года (11 марта — 14 марта 1888 года) — одна из самых сильных описанных метелей в истории Соединённых Штатов Америки. Снежные осадки уровня 51-152 см выпали в Нью-Джерси, Нью-Йорке, Массачусетсе и Коннектикуте, скорость ветра превышала 72 км/ч, а высота некоторых сугробов превышала 15,2 м. Многие железнодорожные линии были закрыты. Многие люди были фактически заперты в своих домах в течение почти целой недели.
Погода до метели была мягкой и сопровождалась небольшим дождём, после чего произошло резкое падение температуры и смена дождя снегом. Метель началась вскоре после полуночи 12 марта. Национальная служба погоды сообщила, что снежный покров в Коннектикуте и Массачусетсе достиг высоты 1,3 м, в то время как в Нью-Йорке и Нью-Джерси его высота достигла 1 м. В северной части штата Вермонт уровень снежного покрова вырос с 50,8 до 193,5 сантиметров. Скорость порывов ветра в некоторых местах достигала 129 км/ч, однако официально максимальная зафиксированная в Нью-Йорке скорость ветра составила 64 км/ч. На Блок-Айленде (штат Род-Айленд) скорость ветра достигала 87 км/ч. Обсерватория Центрального парка Нью-Йорка объявила, что самая низкая температура, зафиксированная в этот период, составляла −14,4 °C и была зафиксирована 13 марта, среднесуточная же температура в ту неделю составляла −12,8 °C.
Метель парализовала Восточное побережье от Чесапикского залива до штата Мэн и Атлантической Канады. Телеграфные линии были повреждены, в результате чего возникли проблемы связи с Монреалем и большей частью северо-востока Соединённых Штатов. После метели в Нью-Йорке началось строительство подземной телеграфной и телефонной инфраструктуры, чтобы предотвратить её разрушение в будущем. В области Чесапикского залива, в Новой Англии, более 200 судов село на мель или затонуло, в результате чего погибло не менее 100 моряков.
В Нью-Йорке железные дороги и шоссе были полностью блокированы в течение нескольких дней. Таяние снега привело к наводнению, особенно в Бруклине, который был более подвержен затоплению в силу своей топографии.
В результате метели погибло более 400 человек, в том числе 200 человек умерло в Нью-Йорке.